# São Martinho de Escariz
São Martinho de Escariz (llamada oficialmente Escariz (São Martinho)) era una freguesia portuguesa del municipio de Vila Verde, distrito de Braga.

## Historia
Fue suprimida el 28 de enero de 2013, en aplicación de una resolución de la Asamblea de la República portuguesa promulgada el 16 de enero de 2013 al unirse con la freguesia de São Mamede de Escariz, formando la nueva freguesia de Escariz (São Mamede) e Escariz (São Martinho).